# Jocelyn Rae
Jocelyn Rae (Nottingham, 20 de Fevereiro de 1991) é ex-uma tenista profissional britânica.

## WTA finais

### Duplas: 1 (1 vice)
| Campeã — Legenda                             |
| -------------------------------------------- |
| Grand Slam (0–0)                             |
| WTA Tour (0–0)                               |
| Tier I / Premier Mandatory & Premier 5 (0–0) |
| Tier II / Premier (0–0)                      |
| Tier III, IV & V / International (0–1)       |

| Títulos por Piso |
| ---------------- |
| Duro (0–0)       |
| Grama (0–0)      |
| Saibro (0–1)     |
| Carpete (0–0)    |

| Posição | N. | Data          | Torneio                      | Piso   | Parceira   | Oponentes                              | Placar   |
| ------- | -- | ------------- | ---------------------------- | ------ | ---------- | -------------------------------------- | -------- |
| Vice    | 1. | 20 Julho 2014 | Swedish Open, Båstad, Suécia | Saibro | Anna Smith | Andreja Klepač María Teresa Torró Flor | 1–6, 1–6 |